# Puto paramoensis
Puto paramoensis är en insektsart som beskrevs av Matile-ferrero 1985. Puto paramoensis ingår i släktet Puto och familjen ullsköldlöss. Inga underarter finns listade i Catalogue of Life.